# 贝恩德·迪特尔特
贝恩德·迪特尔特（德語：Bernd Dittert，1961年2月6日—），德国男子自行车运动员。他曾代表东德、德国参加1988年和1992年夏季奥林匹克运动会自行车比赛，获得一枚金牌和一枚铜牌。